# ساس براتنس
ساس براتنس (انگلیسی: SAS Braathens) شرکت هواپیمایی نروژی است، که در سال ۲۰۰۴ تأسیس شد.